# John Manners, marchese di Granby
John Manners, marchese di Granby (2 gennaio 1721 – Scarborough, 18 ottobre 1770), è stato un politico e generale inglese.

## Biografia
Era il figlio maggiore di John Manners, III duca di Rutland, e di sua moglie Bridget Sutton. Studiò a Eton e Trinity College di Cambridge, fu un membro del Parlamento per la città di Grantham nel 1741.

## Carriera militare
Quattro anni più tardi, ricevette una commissione come colonnello di un reggimento radunata dal duca di Rutland per aiutare a reprimere la rivolta giacobina del 1745. Questo corpo non è mai andato oltre Newcastle, ma Granby andò al fronte come volontario nell'esercito personale del Duca di Cumberland, e prese servizio attivo nelle ultime fasi dell'insurrezione. Ben presto il suo reggimento fu sciolto, ma mantenne il suo rango.
Nel 1752, venne nominato colonnello della Royal Horse Guards da Giorgio II, al fine di assicurare il sostegno parlamentare della sua famiglia.
Durante gli Guerra dei sette anni, fu inviato in Germania al comando di una brigata di cavalleria. Mentre condusse una carica alla battaglia di Warburg, si dice che "abbia perso il cappello e la parrucca, costringendolo a salutare il suo comandante senza di essi". Questo incidente è ricordato dalla tradizione dell'esercito britannico, dove gli sottufficiali e le truppe del Blues and Royals sono gli unici soldati dell'esercito inglese che possono salutare senza indossare il copricapo.
È stato promosso a tenente generale nel 1759: nello stesso anno ha combattuto alla battaglia di Minden come comandante della seconda linea di cavalleria. Poi è stato nominato comandante generale della spedizione sostituire Lord George Sackville, il 21 agosto 1759. È diventato luogotenente generale della Ordnance, il 15 settembre 1759.
Ha continuato a guidare le truppe alla vittoria nella battaglia di Warburg, nel mese di luglio 1760, e la battaglia di Villinghausen, nel mese di luglio 1761. Il suo avversario, il duca de Broglie, fu così colpito che commissionò un ritratto di Granby da sir Joshua Reynolds.

## Carriera politica

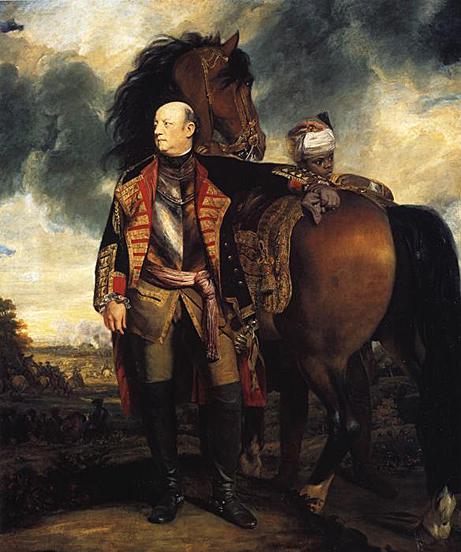
Ritratto di John Manners, marchese di Granby, di Sir Joshua Reynolds, 1763-65.

Nel maggio del 1765, Lord Halifax cercò di convincere Giorgio III a nominare Granby comandante in capo delle forze armate, nella speranza che la sua popolarità aiutasse a sedare la rivolta dei tessitori di seta a Londra. Il re rifiutò, dopo aver promesso il posto al duca di Cumberland.
Sotto il ministero Chatham, fu nominato comandante in capo, il 13 agosto 1766. Mentre egli si era opposto ai tentativi del governo di espellere Wilkes dal suo posto nel Middlesex, la sua avversione personale di Wilkes superò i suoi principi e votò a favore dell'espulsione il 3 febbraio 1769 e per la seduta di Henry Luttrell in seguito.

## Matrimonio
Il 3 settembre 1750 sposò Lady Frances Seymour (1728-1761), figlia di Charles Seymour, VI duca di Somerset. Ebbero sei figli:
- John Manners, Lord Roos (29 agosto 1751 - 2 giugno 1760);
- Lady Frances Manners (1753 - 15 ottobre 1792);
- Charles Manners, IV duca di Rutland (1754-1787);
- Lady Catherine Manners, morta giovane;
- Lord Robert Manners (1758-1782);
- Lady Caroline Manners, morta giovane.

## Morte
Granby morì a Scarborough, nello Yorkshire, nel 1770.

## Ascendenza
|                                   |                                  |                               | Genitori                                    |  |  | Nonni |  |  | Bisnonni                        |  |  | Trisnonni                           |  |
|                                   |                                  |                               |                                             |  |  |       |  |  | John Manners, I duca di Rutland |  |  | John Manners, VIII conte di Rutland |  |
|                                   |                                  |                               |                                             |  |  |       |  |  | John Manners, I duca di Rutland |  |  | John Manners, VIII conte di Rutland |  |
|                                   |                                  | Frances Montagu               |                                             |  |  |       |  |  | John Manners, I duca di Rutland |  |  |                                     |  |
| John Manners, II duca di Rutland  |                                  |                               |                                             |  |  |       |  |  | John Manners, I duca di Rutland |  |  |                                     |  |
|                                   |                                  | Catherine Noel                | Baptist Noel, III visconte Campden          |  |  |       |  |  |                                 |  |  |                                     |  |
|                                   |                                  | Catherine Noel                | Baptist Noel, III visconte Campden          |  |  |       |  |  |                                 |  |  |                                     |  |
|                                   |                                  | Catherine Noel                | Elizabeth Bertie                            |  |  |       |  |  |                                 |  |  |                                     |  |
| John Manners, III duca di Rutland |                                  | Catherine Noel                |                                             |  |  |       |  |  |                                 |  |  |                                     |  |
|                                   |                                  | William Russell, lord Russell | William Russell, I duca di Bedford          |  |  |       |  |  |                                 |  |  |                                     |  |
|                                   |                                  | William Russell, lord Russell | William Russell, I duca di Bedford          |  |  |       |  |  |                                 |  |  |                                     |  |
|                                   |                                  | William Russell, lord Russell | Anne Carr                                   |  |  |       |  |  |                                 |  |  |                                     |  |
| Catherine Russell                 |                                  | William Russell, lord Russell |                                             |  |  |       |  |  |                                 |  |  |                                     |  |
|                                   |                                  | Rachel Wriothesley            | Thomas Wriothesley, IV conte di Southampton |  |  |       |  |  |                                 |  |  |                                     |  |
|                                   |                                  | Rachel Wriothesley            | Thomas Wriothesley, IV conte di Southampton |  |  |       |  |  |                                 |  |  |                                     |  |
|                                   |                                  | Rachel Wriothesley            | Rachel de Massue de Rouvigny                |  |  |       |  |  |                                 |  |  |                                     |  |
| John Manners, marchese di Granby  |                                  | Rachel Wriothesley            |                                             |  |  |       |  |  |                                 |  |  |                                     |  |
|                                   | Robert Sutton, I barone Lexinton | William Sutton                |                                             |  |  |       |  |  |                                 |  |  |                                     |  |
|                                   | Robert Sutton, I barone Lexinton | William Sutton                |                                             |  |  |       |  |  |                                 |  |  |                                     |  |
|                                   | Robert Sutton, I barone Lexinton | Susan Cony                    |                                             |  |  |       |  |  |                                 |  |  |                                     |  |
| Robert Sutton, II barone Lexinton | Robert Sutton, I barone Lexinton |                               |                                             |  |  |       |  |  |                                 |  |  |                                     |  |
|                                   |                                  | Mary St. Leger                | Anthony St Leger                            |  |  |       |  |  |                                 |  |  |                                     |  |
|                                   |                                  | Mary St. Leger                | Anthony St Leger                            |  |  |       |  |  |                                 |  |  |                                     |  |
|                                   |                                  | Mary St. Leger                | Bridget Mayney                              |  |  |       |  |  |                                 |  |  |                                     |  |
| Bridget Sutton                    |                                  | Mary St. Leger                |                                             |  |  |       |  |  |                                 |  |  |                                     |  |
|                                   |                                  | Giles Hungerford              | Anthony Hungerford                          |  |  |       |  |  |                                 |  |  |                                     |  |
|                                   |                                  | Giles Hungerford              | Anthony Hungerford                          |  |  |       |  |  |                                 |  |  |                                     |  |
|                                   |                                  | Giles Hungerford              | Sarah Crouch                                |  |  |       |  |  |                                 |  |  |                                     |  |
| Margaret Hungerford               |                                  | Giles Hungerford              |                                             |  |  |       |  |  |                                 |  |  |                                     |  |
|                                   |                                  | Margaret Hampson              | Thomas Hampson, I baronetto                 |  |  |       |  |  |                                 |  |  |                                     |  |
|                                   |                                  | Margaret Hampson              | Thomas Hampson, I baronetto                 |  |  |       |  |  |                                 |  |  |                                     |  |
|                                   |                                  | Margaret Hampson              | Anne Duncombe                               |  |  |       |  |  |                                 |  |  |                                     |  |
|                                   |                                  | Margaret Hampson              |                                             |  |  |       |  |  |                                 |  |  |                                     |  |